# Protein Segment Finder
Protein segment finder, eller PSF Arkiveret 16. maj 2009 hos  Wayback Machine , er en bioinformatisk søgemaskine for proteinsegmenter i PDB (Protein Data Bank) der opfylder et set af primære, sekundære og tertiære struktur restriktioner.